# Sabrina Ionescu
Pour les articles homonymes, voir Ionescu.
Sabrina Ionescu est une basketteuse américaine née le 6 décembre 1997 à Walnut Creek en Californie. Meneuse de jeu talentueuse des Ducks de l'Oregon, elle s'illustre au niveau universitaire avant d'être sélectionnée en première position lors de la draft WNBA 2020 par les Liberty de New York.

## Biographie

### Jeunesse
Sabrina Ionescu naît le 6 décembre 1997 à Walnut Creek en Californie de parents roumains. Son père, Dan Ionescu, immigre aux États-Unis après la révolution roumaine de 1989, rejoint par Liliana Blaj, la mère de Sabrina Ionescu, en 1995. Elle commence à jouer au basket-ball à l'âge de 3 ans avec ses frères Andrei et Edward, son jumeau surnommé Eddy.

### Carrière universitaire

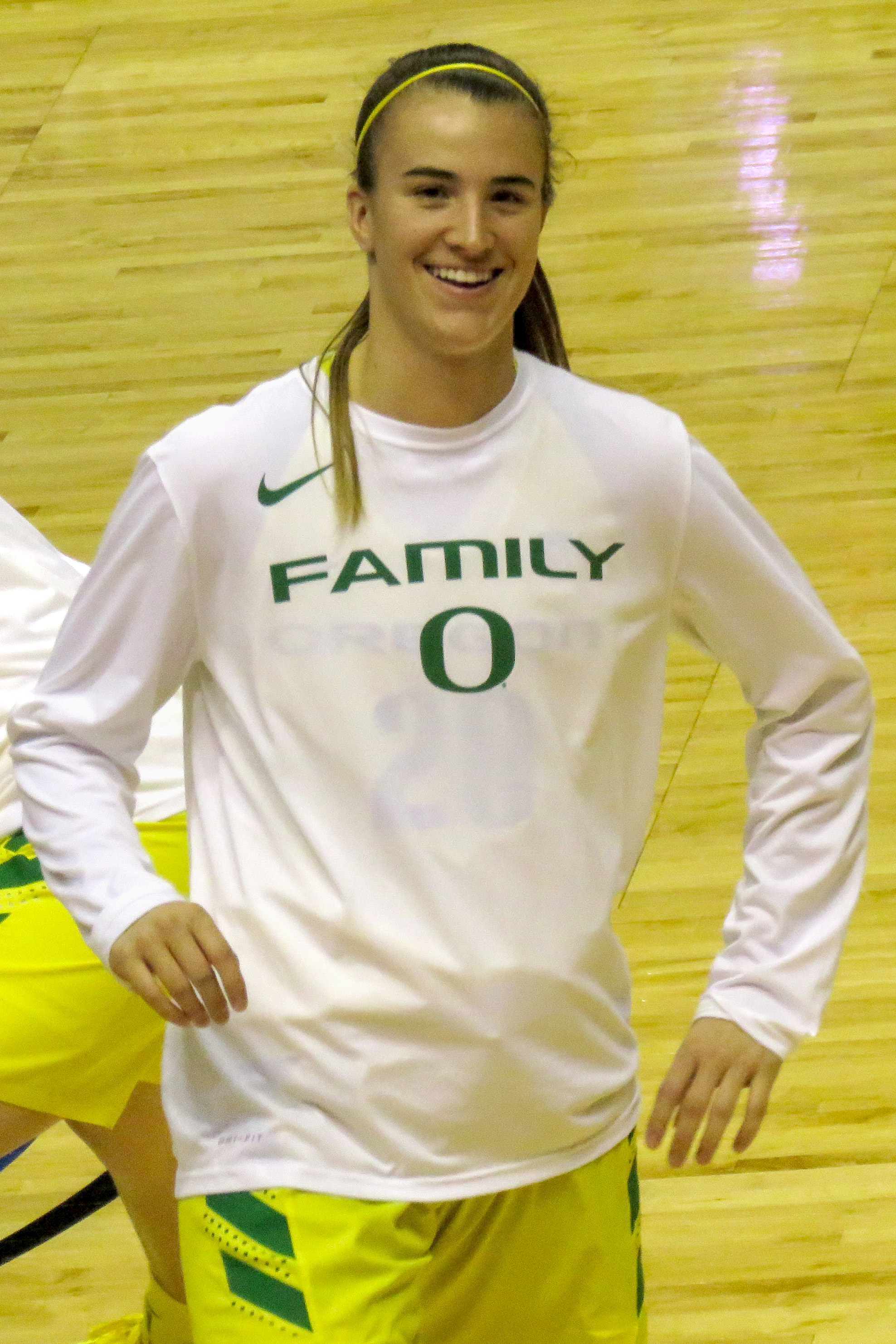
Sabrina Ionescu à l’échauffement sous les couleurs des Ducks de l'Oregon.

Sabrina Ionescu est la dernière des cent meilleures joueuses lycéennes à annoncer son équipe universitaire. Californienne, elle se présente sur le campus de l'université de l'Oregon à la dernière minute, la veille de la reprise des cours d'été, surprenant Kelly Graves, l’entraîneur des Ducks de l'Oregon. Le fondateur de Nike Phil Knight envoie un message de félicitations à Graves pour le recrutement de la jeune joueuse lorsqu’il apprend la nouvelle.
Blessée au pouce en décembre, Ionescu manque plusieurs rencontres dans lesquelles son absence se fait sentir. Désignée comme meilleure débutante universitaire de la saison, la meneuse des Ducks impressionne par sa précocité et ses qualités à la fois au niveau universitaire et dans les équipes nationales de jeunes. Après avoir terminé la saison régulière avec quatre triple-doubles, elle s'impose comme un élément incontournable lors du tournoi final NCAA 2017 en jouant tout le match dans l’élimination des Blue Devils de Duke, équipe jusqu'alors invaincue à domicile, et en étant décisive dans la victoire inattendue contre les Huskies de Washington. Le parcours des Ducks s'arrête aux portes du Final 4 avec une sévère défaite 52 à 90 face aux Huskies du Connecticut malgré les 15 points d'Ionescu.
Meneuse de jeu de l'année lors de ses deuxième et troisième saisons universitaires, elle est même reconnue comme la meilleure joueuse universitaire lors de cette année junior.
Bien qu'elle soit assurée d'être sélectionnée à la  draft 2019 de la WNBA, Sabrina Ionescu choisit de rester à l'université une quatrième et dernière saison dans l'espoir de remporter le titre NCAA. Au début de sa dernière saison, la vedette des Ducks mène son équipe à la victoire contre l’équipe nationale des États-Unis, invaincue toutes compétitions confondues depuis 2006 et depuis 1999 contre une équipe universitaire. Ionescu joue un rôle décisif dans cette victoire, inscrivant 25 de ses 30 points en deuxième mi-temps.
Le 24 février 2020, Sabrina Ionescu fait un discours lors de l'hommage à Kobe Bryant, un de ses mentors, et à sa fille Gianna, disparus dans un accident aérien,. Quelques heures plus tard, la joueuse devient la première athlète universitaire à accumuler plus de 2 000 points, 1 000 passes décisives et 1 000 rebonds en carrière dans la NCAA (femmes et hommes confondus). La pandémie de Covid-19 entraîne l’annulation du tournoi universitaire de basket-ball féminin et met fin à son rêve de titre.
Avec 26 triple-double, elle détient le record de la NCAA. Elle est la meilleure marqueuse de points de l'université de l’Oregon et détient également les records de passes décisives et de tirs à trois points marqués.

### Carrière professionnelle

#### Sélection et première saison WNBA (2020)
Attendue comme le premier choix de la draft WNBA 2020 depuis plusieurs mois, Sabrina Ionescu est sans surprise sélectionnée en première position par le Liberty de New York,,,. Après une décennie de difficultés, les arrivées de la meneuse vedette américaine et d'un nouveau propriétaire, Joe Tsai, marquent le renouveau de la franchise qui évolue désormais au Barclays Center. Dans la foulée de son recrutement, la joueuse vedette signe un contrat avec l’équipementier Nike.
Pour son premier match en WNBA, Ionescu aperçoit la différence entre le niveau universitaire et le niveau professionnel ; elle inscrit seulement 4 de ses 17 tirs tentés. Quelques jours plus tard, la meneuse de jeu impressionne en réalisant 33 points, 7 rebonds et 7 passes décisives contre les Wings de Dallas. Opposée au Dream d'Atlanta dans la troisième rencontre de l'année, la débutante du Liberty marche sur le pied de Betnijah Laney au milieu du court et se tord la cheville,. Cette blessure, considérée par la sportive comme la plus grave de sa carrière sportive, l’éloigne des terrains pour le reste d'une saison 2020 de la WNBA raccourcie par la pandémie de Covid-19,.

#### Vedette du Liberty de New York (2021-2022)

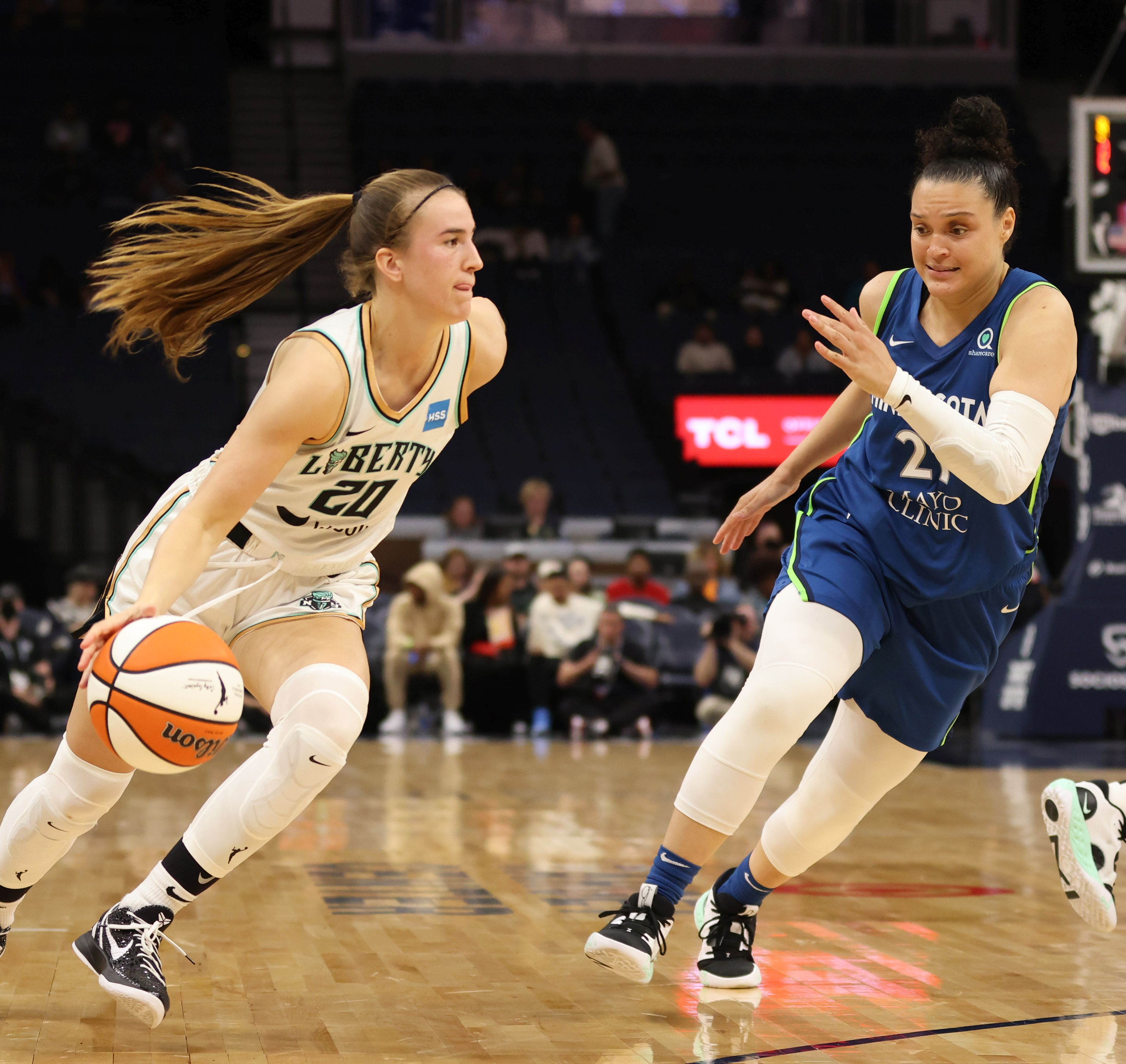
Sabrina Ionescu s'illustre en WNBA en 2022.

Pour le premier match de la saison WNBA 2021, Sabrina Ionescu est de retour à la compétition et s'illustre en marquant un panier à trois points décisif contre le Fever de l'Indiana. En mai, la joueuse de 23 ans devient la plus jeune à réaliser un triple-double en WNBA avec des statistiques de 26 points, 12 passes décisives et 10 rebonds dans la victoire contre le Lynx du Minnesota,,.
En juin 2022, Sabrina Ionescu est sélectionnée pour la première fois de sa carrière au WNBA All-Star Game et est nommée titulaire. Lors de la saison 2022, elle s'illustre en ajoutant deux nouveaux triple-doubles en WNBA, égalant le record de triple-double de l'histoire de la WNBA, dont le premier à plus de 30 points contre les Aces de Las Vegas.
Le 14 juillet 2023, elle gagne le concours à 3 points du WNBA All-Star Game, inscrivant 25 de ses 27 tentatives, dont 20 tirs de suite — le record de 19 était détenu par un joueur NBA —, pour un total de 37 points sur 40 possibles. Elle bat ainsi le record de points dans ce concours, WNBA et NBA confondues, le précédent record de 31 points étant détenu par Stephen Curry et Tyrese Haliburton.
En 2024, lors du NBA All-Star Weekend à Indianapolis, elle affronte Stephen Curry sur un concours de tirs à 3 points. Elle choisit de tirer derrière la ligne NBA, à la même distance donc que son adversaire. Bien qu'elle perde le concours 26 à 29, le duel valorise le basket-ball féminin.

### Équipe nationale
Sabrina Ionescu effectue les essais pour l’équipe nationale américaine des moins de 16 ans comme l’une des 150 candidates libres et non dans les 35 joueuses invitées, les responsables du programme considérant que le basket-ball féminin n’est pas assez pour que l'équipe encadrante connaisse les meilleures jeunes joueuses. La jeune Ionescu fait rapidement ses preuves et gagne sa sélection pour les championnats des Amériques des moins de 16 ans organisés par la FIBA. Elle remporte la médaille d'or avec l'équipe des États-Unis et poursuit l’année suivante en remportant le championnat du monde féminin de basket-ball des moins de 17 ans 2014.

## Statistiques

### États-Unis

#### Université
| Gras/Meilleures performances | [ 33 ] |

| Saison                    | Équipe                    | MJ  | M5  | Min   | %T   | %3   | %LF  | Rb    | PD    | Int | Ctr | BP  | F     | Pts   |
| ------------------------- | ------------------------- | --- | --- | ----- | ---- | ---- | ---- | ----- | ----- | --- | --- | --- | ----- | ----- |
| 2016-2017                 | Ducks de l'Oregon         | 33  | 33  | 32,9  | 39,0 | 42,0 | 82,5 | 6,6   | 5,5   | 1,3 | 0,2 | 2,9 | 1,6   | 14,6  |
| 2017-2018                 | Ducks de l'Oregon         | 38  | 38  | 35,6  | 46,8 | 43,8 | 80,5 | 6,7   | 7,8   | 1,7 | 0,3 | 3,0 | 1,5   | 19,7  |
| 2018-2019                 | Ducks de l'Oregon         | 38  | 38  | 35,9  | 44,3 | 42,9 | 88,3 | 7,4   | 8,2   | 1,3 | 0,2 | 2,5 | 1,6   | 19,9  |
| 2019-2020                 | Ducks de l'Oregon         | 33  | 33  | 33,7  | 51,8 | 39,2 | 92,1 | 8,6   | 9,1   | 1,5 | 0,3 | 3,0 | 1,4   | 17,5  |
| Total : moyenne par match | Total : moyenne par match |     |     | 34,6  | 45,5 | 42,2 | 85,1 | 7,3   | 7,7   | 1,5 | 0,3 | 2,8 | 1,5   | 18,0  |
| Totaux                    | Totaux                    | 142 | 142 | 4 918 | 905  | 329  | 423  | 1 040 | 1 091 | 207 | 38  | 403 | 2 014 | 2 562 |

#### WNBA
Saisons régulières
| Gras/Meilleures performances | [ 34 ] |

| Saison        | Équipe        | MJ  | M5  | Min  | %T   | %3   | %LF  | Rb  | PD  | Int | Ctr | BP  | F   | Pts  |
| ------------- | ------------- | --- | --- | ---- | ---- | ---- | ---- | --- | --- | --- | --- | --- | --- | ---- |
| 2020          | New York      | 3   | 3   | 26,7 | 45,2 | 35,0 | 100  | 4,7 | 4,0 | 0,7 | 0,0 | 4,3 | 1,3 | 18,3 |
| 2021          | New York      | 30  | 26  | 30,0 | 37,9 | 32,5 | 91,1 | 5,7 | 6,1 | 0,6 | 0,5 | 3,2 | 1,8 | 11,7 |
| 2022          | New York      | 36  | 36  | 32,3 | 41,1 | 33,3 | 92,7 | 7,1 | 6,3 | 1,1 | 0,3 | 3,0 | 2,1 | 17,4 |
| 2023          | New York      | 36  | 36  | 31,5 | 42,3 | 44,8 | 87,2 | 5,6 | 5,4 | 1,0 | 0,3 | 2,6 | 1,7 | 17,0 |
| Total         | Total         | 105 | 101 | 31,2 | 40,9 | 37,7 | 90,9 | 6,1 | 5,9 | 0,9 | 0,3 | 3,0 | 1,9 | 15,7 |
| All-Star Game | All-Star Game | 2   | 1   | 21,3 | 50,0 | 50,0 | 100  | 6,0 | 7,0 | 0,0 | 0,0 | 1,0 | 0,0 | 18,5 |

Playoffs
| Gras/Meilleures performances | [ 34 ] |

| Saison | Équipe   | MJ | M5 | Min  | %T   | %3   | %LF  | Rb  | PD   | Int | Ctr | BP  | F   | Pts  |
| ------ | -------- | -- | -- | ---- | ---- | ---- | ---- | --- | ---- | --- | --- | --- | --- | ---- |
| 2021   | New York | 1  | 1  | 35,0 | 41,7 | 14,3 | 100  | 5,0 | 11,0 | 1,0 | 0,0 | 2,0 | 1,0 | 14,0 |
| 2022   | New York | 3  | 3  | 31,0 | 53,1 | 40,0 | 75,0 | 6,0 | 4,3  | 1,0 | 0,3 | 3,0 | 2,3 | 14,3 |
| 2023   | New York | 10 | 10 | 35,1 | 39,3 | 40,0 | 91,3 | 4,2 | 4,7  | 0,8 | 0,7 | 1,7 | 2,1 | 13,7 |
| Total  | Total    | 14 | 14 | 34,2 | 42,3 | 38,0 | 90,0 | 4,6 | 5,1  | 0,9 | 0,6 | 2,0 | 2,1 | 13,9 |

Dernière mise à jour effectuée après la saison 2023.

## Palmarès, distinctions et records

### Palmarès

#### En sélection nationale
- Médaille d’or aux Jeux olympiques de Paris 2024
- Médaille d’or de la Coupe du monde 2022
- Vainqueur du championnat des Amériques des moins de 16 ans 2013
- Vainqueur du championnat du monde féminin de basket-ball des moins de 17 ans 2014.
- Vainqueur du tournoi 3 × 3 féminin aux Jeux panaméricains de 2019[35].
- Championne des États-Unis du tournoi 3 × 3 féminin 2018 et 2019[36].

#### En WNBA
- 1x Championne de la Commissioner's Cup en 2023
- 1x Championne de la WNBA en 2024

### Distinctions personnelles

#### En WNBA
- 2 Sélections aux WNBA All-Star Game en 2022 et 2023
- 2x All-WNBA Second Team en 2022 et 2023
- 2x Joueuse du mois
- 5x Joueuse de la semaine

#### En NCAA

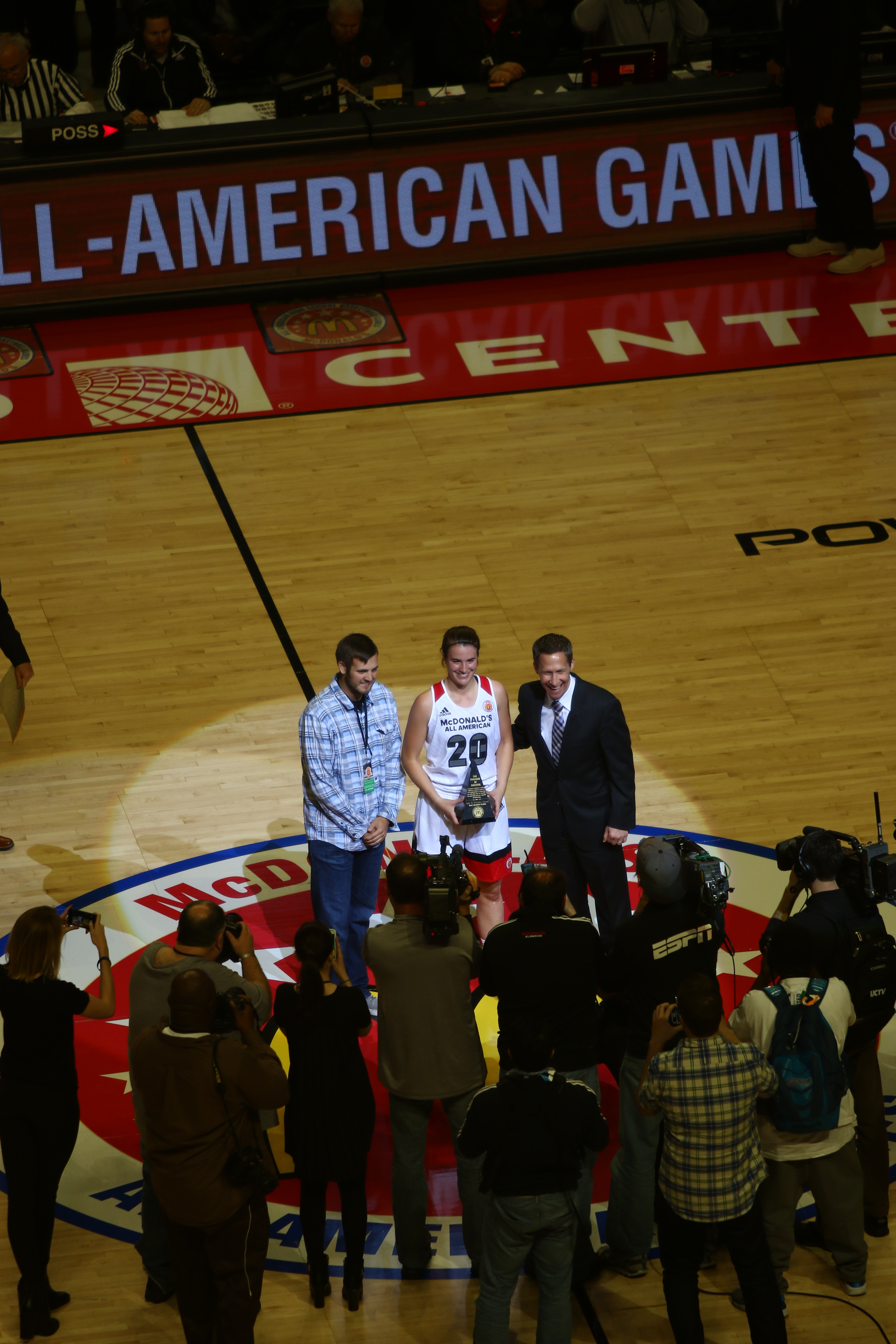
Sabrina Ionescu est désignée meilleure joueuse du match McDonald's All-American en 2016.

- 3x All-American First Team en 2018, 2019 et (2020)
- 2x John R. Wooden Award en 2019 et 2020
- 1x AP Player of the Year (2020)
- 1x Naismith College Player of the Year (2020)
- Ann Meyers Drysdale Player of the Year (2020)
- Senior CLASS Award (2020)
- Honda Sports Award (2020)
- 2× John R. Wooden Award (2019, 2020)
- 3× Nancy Lieberman Award (2018, 2019, 2020)
- 3× Pac-12 Conference Player of the Year (en) (2018, 2019, 2020)
- 2× Wade Trophy (2019, 2020)
- USBWA National Freshman of the Year (2017)

Sélectionnée au McDonald's All-American et au Jordan Brand Classic en 2016 pour sa dernière année lycéenne, Sabrina Ionescu reçoit le trophée de meilleure joueuse du match de l'opposition des meilleures joueuses sponsorisée par McDonald's en battant le record de points marqués dans le match avec 25 unités,.

### Records
Records en WNBA
Les records personnels de Sabrina Ionescu en WNBA sont les suivants :
| Type de statistique        | Saison régulière | Saison régulière      | Saison régulière  | Playoffs | Playoffs           | Playoffs          |
| Type de statistique        | Record           | Adversaire            | Date              | Record   | Adversaire         | Date              |
| -------------------------- | ---------------- | --------------------- | ----------------- | -------- | ------------------ | ----------------- |
| Points                     | 33               | Wings de Dallas       | 29 juillet 2022   | 14       | Mercury de Phoenix | 23 septembre 2021 |
| Paniers marqués            | 13               | Lynx du Minnesota     | 5 juin 2022       | 5        | Mercury de Phoenix | 23 septembre 2021 |
| Paniers tentés             | 24               | Lynx du Minnesota     | 5 juin 2022       | 12       | Mercury de Phoenix | 23 septembre 2021 |
| Paniers à 3 points réussis | 7                | Aces de Las Vegas     | 6 juillet 2022    | 1        | Mercury de Phoenix | 23 septembre 2021 |
| Paniers à 3 points tentés  | 12               | Sparks de Los Angeles | 3 juillet 2022    | 7        | Mercury de Phoenix | 23 septembre 2021 |
| Lancers francs réussis     | 8                | 3 fois                | 3 fois            | 3        | Mercury de Phoenix | 23 septembre 2021 |
| Lancers francs tentés      | 9                | Lynx du Minnesota     | 19 mai 2021       | 3        | Mercury de Phoenix | 23 septembre 2021 |
| Rebonds offensifs          | 3                | 3 fois                | 3 fois            | -        |                    |                   |
| Rebonds défensifs          | 13               | Sky de Chicago        | 12 juin 2022      | 5        | Mercury de Phoenix | 23 septembre 2021 |
| Rebonds totaux             | 13               | 3 fois                | 3 fois            | 5        | Mercury de Phoenix | 23 septembre 2021 |
| Passes décisives           | 12               | 4 fois                | 4 fois            | 11       | Mercury de Phoenix | 23 septembre 2021 |
| Interceptions              | 4                | 2 fois                | 2 fois            | 1        | Mercury de Phoenix | 23 septembre 2021 |
| Contres                    | 3                | Sky de Chicago        | 23 mai 2021       | -        |                    |                   |
| Balles perdues             | 9                | Sun du Connecticut    | 16 septembre 2021 | 2        | Mercury de Phoenix | 23 septembre 2021 |
| Minutes jouées             | 42               | Dream d'Atlanta       | 30 juin 2022      | 35       | Mercury de Phoenix | 23 septembre 2021 |

- Double-double : 15
- Triple-double : 4

## Revenus

### Salaires
| Année       | Équipe   | Salaire   |
| ----------- | -------- | --------- |
| 2020        | New York | 68 000 $  |
| 2021        | New York | 69 360 $  |
| 2022        | New York | 76 297 $  |
| Total Gains |          | 213 657 $ |
| 2023        | New York | 86 701 $  |